# 八戸市立白山台小学校
八戸市立白山台小学校（はちのへしりつ はくさんだいしょうがっこう）は、青森県八戸市東白山台2丁目にある公立小学校。

## 概要
- 八戸ニュータウンの完成により、開校した学校である。
- 校歌の他に、児童会の歌である「輝け白山台っ子」がある。

## 沿革
- 1996年（平成8年）
  - 4月1日 - 開校。
  - 4月5日 - 開校式挙行。
  - 8月8日 - 校歌制定。
  - 10月24日 - 校舎落成式典挙行。
- 1997年（平成9年）3月21日 - 第1回卒業式挙行。
- 2000年（平成12年）
  - 2月17日 - 階上町立赤保内小学校とテレビ会議交流会を行う。
  - 10月24日 - 開校5周年記念植樹を行った。
- 2001年（平成13年）10月25日 - プレハブ校舎が完成し、市教育委員会へ引渡し。
- 2004年（平成16年）
  - 3月22日 - 校舎増築落成記念式典挙行。
  - 6月2日 - 防犯カメラ設置（本校舎・西校舎玄関）。
- 2005年（平成17年）10月4日 - 創立10周年記念式典挙行し、記念祝賀会開催。
- 2015年（平成27年）
  - 4月1日 - 創立20周年となる。
  - 10月2日 - 創立20周年記念式典挙行し、記念祝賀会開催。

## 学区
- 東白山台・南白山台・北白山台・白山台中央

## アクセス
- 八戸自動車道八戸ICから、車で約1.3km・約2分。
- 八戸市営バス
  - 「東白山台」バス停下車後、徒歩約280m・約4分。
  - 「グランドサンピア八戸」バス停下車後、徒歩約375m・約6分。
  - 「丹後平」バス停下車後、徒歩約710m・約11分。
  - 「白山台小学校」バス停下車後  約1分
- 高速バス「八戸インター」バス停下車後、徒歩約530m・約8分。

## 周辺
- 八戸自動車道
  - 八戸料金所
  - 高速バス八戸インターバス停
- 長者森公園
- 八戸ニュータウンショッピングセンター
- グランドサンピア八戸